# Lepithrix pickeri
Lepithrix pickeri är en skalbaggsart som beskrevs av Dombrow 2007. Lepithrix pickeri ingår i släktet Lepithrix och familjen Melolonthidae. Inga underarter finns listade i Catalogue of Life.